# Özkan Karabulut
Özkan Karabulut (* 16. Januar 1991) ist ein türkischer Fußball-Torwart.

## Karriere

### Verein
Karabulut kommt aus der eigenen Jugend von Gençlerbirliği Ankara. Er erhielt 2007 einen Profivertrag und wurde 2009 neben seiner Tätigkeit in der Reservemannschaft auch in den Kader der Profis berufen.
Nachdem er für die Spielzeit 2013/14 an den Zweitligisten und Stadtrivalen Ankaraspor ausgeliehen wurde, verbrachte Karabbulut die Saison 2014/15 als Leihspieler bei Boluspor. Für die Saison 2015/16 lieh ihn sein Verein an Karşıyaka SK aus.
Im Sommer 2016 verließ Karabulut nach 15-jähriger Zugehörigkeit Gençlerbirliği und wechselte zum Drittligisten Keçiörengücü.

### Nationalmannschaft
Ferhat Kaplan fing früh an, für die türkischen Juniorennationalmannschaften aufzulaufen. Er durchlief über die Jahre die türkische  U-16, U-19, U-20 und U-21. Für die Türkei U-21 wurde er nur einmal nominiert, kam aber nicht zum Einsatz.

## Erfolge
- TSYD-Ankara-Pokalsieger: 2008/09, 2009/10, 2010/11, 2011/12